# 電光企業
電光企業股份有限公司英語：，現以ALEX為行銷品牌，簡稱電光企業，是一家台灣衛浴設施生產批發商。

## 簡介

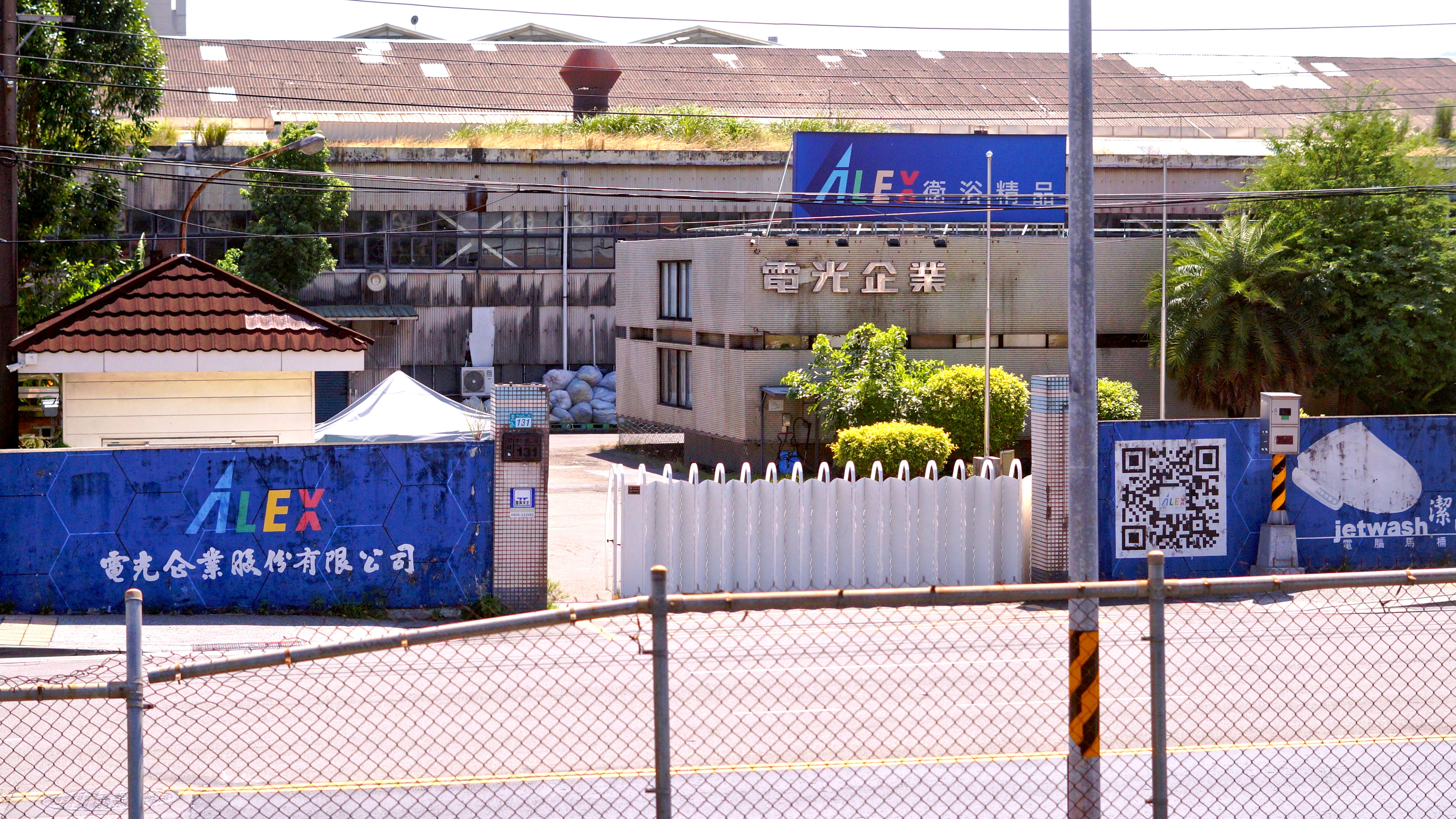
電光企業樹林廠

1965年12月，電光企業總部及其工廠設立於台灣臺北縣樹林鎮，並以與振吉電化廠相同的橢圓形「電光牌」閃電圖案作其企業識別。為了提升衛生瓷器的生產品質，電光企業引進當時最新的製造設備，亦與日本株式會社INAX進行技術合作。
1970年代，台灣經濟開始進入快速成長期，各地住宅建案隨之增加，再加上對於生活水平提升的需求，衛生瓷器等衛浴設備需求開始急速增加，電光企業之產品因此在當時大受歡迎。
2001年，電光企業將其品牌及核心理念設定為「ALEX」；該品牌名稱取自亞歷山大大帝的英文縮寫，亦取自其在希臘語為「人類的守護者」之意。

## 歷史事紀
1965年12月，電光企業設立於台灣臺北縣樹林鎮，並以橢圓形閃電圖案作其企業識別。
1966年，在臺北縣樹林鎮購入工廠用地4300坪，並與日本陶業技術合作。
1973年，取得中華民國國家標準(CNS)正字標記認證。
1983年，在單元衛廁設備(UT)生產上與日本陶業展開技術合作。
1988年，通過日本工業規格(JIS)使用認可工廠認證，同時建立檢驗體系、標準化體系、客戶意見處理體系、新產品開發體系(置有CAD/CAM及NC Machine)等各種管理體系。設立衛浴工程部從事整體衛廁設計製造及施工，復與株式會社INAX簽定整體衛廁(SYSTEM TOILET)技術合作協議。
2002年，正式訂「ALEX」為企業品牌識別名稱，並通過ISO 9001：2000 /CNS12681品質系統認證。
2010年，產品入選國立科學工藝博物館奈米典藏計畫。
2011年，公司獲得新北市立鶯歌陶瓷博物館「鶯歌燒」認證及經濟部工業局「臺灣製產品MIT微笑標章」認證。

## 主要產品
衛生陶瓷器具、給(排)水銅器、浴缸、單元衛廁設備(UT)、電能熱水器、馬桶蓋、人造台面等。